# فورت کورن‌والیس
فورت کورن‌والیس (به انگلیسی: Fort Cornwallis) یک قلعه دفاعی در جرج تاون، پنانگ، مالزی است، که در اواخر قرن هجده میلادی توسط کمپانی هند شرقی بریتانیا ساخته شد. این بزرگ‌ترین قلعه در مالزی است که به صورت سالم باقی مانده است. قلعه در دوران عملیاتی، هیچ وقت درگیر نبرد نشد.
این قلعه به افتخار سپهبد-ژنرال ارل کورن‌والیس دوم (۱۸۰۵–۱۷۳۸)، استاندار بنگال در دوران ساخت قلعه، فردی که در جنگ انقلاب آمریکا حضور داشت، در سال ۱۷۸۱ارتش تحت امر خود را در یورک تاون تسلیم جرج واشینگتن کرد، به این اسم نامگذاری شد.